# Megalochóri (Angístri)
Megalochóri, en grec moderne : Μεγαλοχώρι ou Mýlos (Μύλος), est un village de l'île d'Angístri, dans les îles Saroniques en Grèce.
Selon le recensement de 2011, la population du village compte 566 habitants.